# 태조대왕태실
태조대왕태실(太祖大王胎室)은 대한민국 충청남도 금산군에 있는, 조선을 건국한 태조 이성계의 태(胎)를 안치했던 곳이다. 1989년 4월 20일 충청남도의 유형문화재 제131호로 지정되었다.

## 참고 자료
- 태조대왕태실 - 국가유산청 국가유산포털